# Chrysocharis aegyptiensis
Chrysocharis aegyptiensis är en stekelart som beskrevs av Christer Hansson 1985. Chrysocharis aegyptiensis ingår i släktet Chrysocharis och familjen finglanssteklar.
Artens utbredningsområde är Egypten. Inga underarter finns listade i Catalogue of Life.